# 纳特拉姆帕利
纳特拉姆帕利（Natrampalli），是印度泰米尔纳德邦Vellore县的一个城镇。总人口9076（2001年）。

## 人口
该地2001年总人口9076人，其中男性4488人，女性4588人；0—6岁人口1050人，其中男553人，女497人；识字率70.50%，其中男性为77.12%，女性为64.04%。